# Viladamat
Viladamat es un municipio y localidad española de la provincia de Gerona, en la comunidad autónoma de Cataluña. El término municipal, ubicado en la comarca del Alto Ampurdán, tiene una población de 492 habitantes (INE 2024).

## Geografía
El municipio está situado en la plana ampurdanesa a la derecha del río Fluviá.

## Historia
Por situarse cerca de Ampurias, antigua colonia griega, se han encontrado importantes vestigios de la época ibérica, romana y fragmentos de cerámica griega datados entre los siglos VI y V a. C.
En 1467, en la batalla de Viladamat fue derrotado el príncipe Fernando , más tarde Fernando el Católico, por las tropas francocatalanas.
Perteneció hasta el año 1621 al monasterio de Sant Pere de Rodes.

## Demografía
Viladamat cuenta con una población de 492 habitantes (INE 2024).
| Gráfica de evolución demográfica de Viladamat entre 1842 y 2021 |
| |
| Población de derecho según los censos de población del INE Población de hecho según los censos de población del INEEn este censo se denominaba Viladental: 1842 En estos censos se denominaba Vilademat: 1857, 1860, 1877, 1887, 1897, 1900, 1910, 1920, 1930, 1940, 1950, 1960, 1970 y 1981 Entre el censo de 1857 y el anterior, crece el término del municipio porque incorpora a Palau Borrell |

| 1497 | 1515 | 1553 | 1717 | 1787 | 1857 | 1877 | 1887 | 1900 |
| ---- | ---- | ---- | ---- | ---- | ---- | ---- | ---- | ---- |
| 26   | —    | 33   | 170  | 192  | 484  | 448  | 398  | 450  |

| 1910 | 1920 | 1930 | 1940 | 1950 | 1960 | 1970 | 1981 | 1990 |
| ---- | ---- | ---- | ---- | ---- | ---- | ---- | ---- | ---- |
| 467  | 461  | 446  | 386  | 423  | 428  | 447  | 383  | 365  |

| 1992 | 1994 | 1996 | 1998 | 2000 | 2002 | 2004 | 2006 | — |
| ---- | ---- | ---- | ---- | ---- | ---- | ---- | ---- | - |
| 386  | 398  | 401  | 408  | 417  | 397  | 404  | 421  | — |

## Economía
La principal actividad económica son los terrenos de secano y regadío, así como la ganadería bovina y porcina y la industria avícola. Posee servicios de hostelería por su proximidad con la Costa Brava.

## Administración
| Periodo   | Nombre                                                     | Partido             |
| --------- | ---------------------------------------------------------- | ------------------- |
| 1979-1983 | Joan Colomer Farigola                                      | PSC                 |
| 1983-1987 | Joan Colomer Farigola                                      | Grupo Independiente |
| 1987-1991 | Joan Colomer Farigola                                      | Grupo Independiente |
| 1991-1995 | Salvador Sabater Juhera                                    | CiU                 |
| 1995-1999 | Salvador Sabater Juhera                                    | CiU                 |
| 1999-2003 | Joan Colomer Farigola                                      | Grupo Independiente |
| 2003-2007 | Joan Bardera Motas                                         | IPV-PM*             |
| 2007-2011 | Joan Bardera Motas                                         | IPV-PM*             |
| 2011-2015 | Irene Palol (2011-2013) Robert Sabater i Costa (2013-2015) | CUP                 |
| 2015-2019 | Robert Sabater i Costa                                     | CUP                 |
| 2019-2023 | Dolors Pons i Sais                                         | CUP                 |

- Grupo independiente vinculado al PSC.

## Lugares de interés

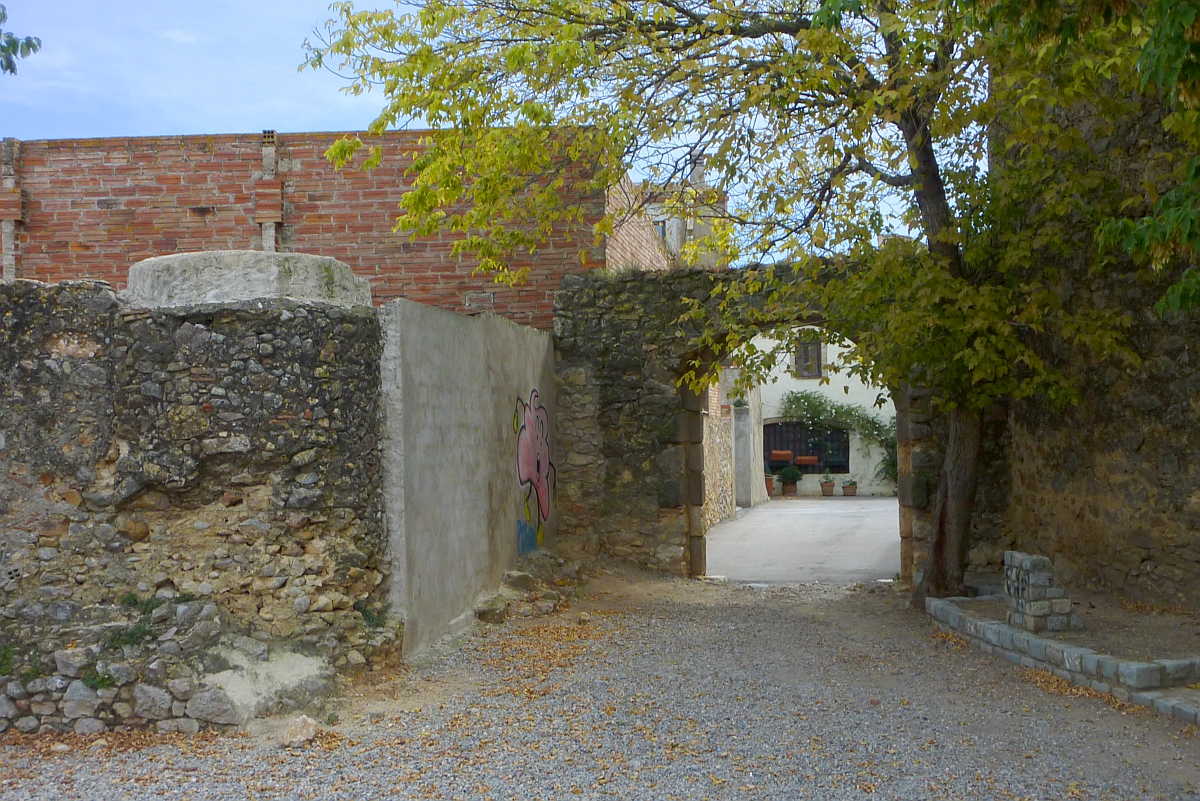
Restos de la antigua muralla y puerta de la misma

- Iglesia parroquial de sant Quirze y santa Julita. Siglo XVI
- Puerta y murallas de la Pabordia. (BIC:  RI-51-0006168)
- Capilla de santa Eulalia. Prerrománica
- Conjunto monumental de sant Feliu de la Garriga, con iglesia románica y castillo.
- Diversas masías de estilo gótico-renacentista en el centro de la población de Viladamat.